# Vrindávan
Vrindávan (hindsky वृन्दावन) je město v Uttarpradéši, jednom z indických svazových států. K roku 2011 v něm žilo přibližně 65 tisíc obyvatel. Město je významným poutním místem pro vyznavače hinduismu, kteří je ctí coby bydliště Kršny, jenž se dle tradice narodil v deset kilometrů vzdáleném městě Mathura.

## Poloha
Město leží v nadmořské výšce 186 m n. m. na západním břehu Jamuny. Větší město Ágra je vzdáleno přibližně 75 kilometrů jihovýchodně, a od Dillí, hlavního města celé Indie, je Vrindávan vzdálen přibližně 145 kilometrů jižně.

## Obyvatelstvo
Přibližně 92,5 % obyvatelstva vyznává hinduismus a 7 % islám. Významné náboženské menšiny vyznávají sikhismus, džinismus, buddhismus a křesťanství.